# 全国ガス労働組合連合会
全国ガス労働組合連合会（ぜんこくがすろうどうくみあいれんごうかい、略称：全国ガス（ぜんこくガス）、英語：The Federation of GAS WORKERS' UNIONS of Japan）は、全国のガスをはじめとする関連産業に働く労働者で組織しているガス産業における唯一の産業別労働組合である。日本労働組合総連合会（連合）、インダストリオール日本化学エネルギー労協（ICEM-JAF）、日本ガス労働組合協議会（ガス労協）、ガス･関連産業労働組合連絡会（ガスネット）に加盟・参加している。

## 概要
北海道から沖縄までの全国のガス産業に働く労働者で組織しており、84組合・約25,000名となっている。また、各地域に地方組織として地方連合会（略称：地連）を設置している。
- 北海道地連
- 関東東北地連
- 東海北陸地連
- 中国四国地連
- 九州地連